# Kanton Marseille-11
Marseille-11 is een kanton van het Franse departement Bouches-du-Rhône. Het kanton maakt deel uit van het arrondissement Marseille. In 2018 telde het 76.789 inwoners.
Het kanton omvat uitsluitend een centraal deel van de gemeente Marseille.